# マット・ロス
マット・ロス（Matt Ross,  1970年1月3日 - ）は、アメリカ合衆国の俳優、脚本家、映画監督である。

## 来歴
1970年、コネチカット州グリニッジ生まれ。ジュリアード音楽院とニューヨーク大学で演技を学び、1984年に日本のアニメ『うる星やつら2 ビューティフル・ドリーマー』の英語版吹替えでキャリアをスタートさせた。1989年には『Desperation Rising』で映画デビューも果たし、その後はブルース・ウィリス、ブラッド・ピット共演の『12モンキーズ』やニコラス・ケイジ、ジョン・トラボルタ共演の『フェイス/オフ』などへ出演し、現在もコンスタントに映画やテレビなどへの出演を重ねている。
長編映画初監督作品となる2012年の映画『あるふたりの情事、28の部屋』での演出が高く評価され、米バラエティ誌による2016年の注目監督10人の1人に選ばれた。2016年に公開された『はじまりへの旅』は、第69回カンヌ国際映画祭の「ある視点」部門に出品された。

### 私生活
現在は既婚であり、妻のPhyllis Grantとの間には2人の子供が生まれている。

## 監督・脚本

### 映画
- The Language of Love（1997）
- Human Resources（2009）
- あるふたりの情事、28の部屋（英語版）（2012）
- はじまりへの旅（2016）

## 出演作品

### 映画
- うる星やつら2 ビューティフル・ドリーマー (1984) ※英語吹替
- Desperation Rising (1989)
- Inside Out IV (1992) ※ビデオ作品
- Little Corey Gorey (1993)
- PCU (1994)
- 12モンキーズ Twelve Monkeys (1995)
- Ed's Next Move (1996)
- ストレイ・ドッグ Strays (1997)
- A Deadly Vision (1997) ※テレビ映画
- フェイス/オフ Face/Off (1997)
- You Are Here (1997)
- Buffalo Soldiers (1997) ※テレビ映画
- ワイルド・スモーカーズ Homegrown (1998)
- ラスト・デイズ・オブ・ディスコ The Last Days of Disco (1998)
- 狂っちゃいないぜ Pushing Tin (1999)
- アメリカン・サイコ American Psycho (2000)
- Company Man (2000)
- マイ・ラブリー・フィアンセ Just Visiting (2001)
- ダスト Dust (2001)
- 恋は邪魔者 Down with Love (2003)
- アビエイター The Aviator (2004)
- グッドナイト&グッドラック Good Night, and Good Luck. (2005)
- ラスト・ホリデイ Last Holiday (2006)
- Turn the River (2007)
- Ring of Fire (2013)

### テレビドラマ
- ライフ・ゴーズ・オン Life Goes On (1989, 1990)
- Party of Five (1997)
- オズ Oz (1997)
- サード・ウォッチ Third Watch (1999)
- スティーブン・キング/ローズ・レッド Rose Red (2002)
- Touched by an Angel (2003)
- Just Shoot Me! (2003)
- BONES Bones (2005)
- CSI:マイアミ CSI: Miami (2006)
- Invasion -インベイジョン- Invasion (2006)
- ジャスティス/Justice Justice (2006)
- NUMBERS 天才数学者の事件ファイル Numb3rs (2006)
- ビッグ・ラブ Big Love (2006 - 2011)
- CSI:科学捜査班 CSI: Crime Scene Investigation (2010)
- アメリカン・ホラー・ストーリー American Horror Story (2011)
- マジックシティ 黒い楽園 Magic City (2012 - 2013)
- レボリューション Revolution (2013)
- シリコンバレー Silicon Valley (2014 - 2018)

## 参照
1. 1 2  “Matt Ross Biography”. 2014年8月24日閲覧。
2. ↑  “あるふたりの情事、28の部屋”.  WOWOW. 2016年7月3日閲覧。